# Kamaryla Mniszcha
Die Kamaryla Mniszcha war eine politische Partei im Polen-Litauen des 18. Jahrhunderts.

## Geschichte
Die Kamaryla Mniszcha entstand am Warschauer Königshof von August III. Ihr Gründer und Anführer war der Kronhofmarschall Jerzy August Mniszech, der Ehemann von Maria Amalia Mniszchowa, die wiederum die Tochter des kurfürstlich-sächsischen und königlich-polnischen Premierministers Heinrich von Brühl war. Die königstreue Kamaryla Mniszcha befand sich politisch zwischen der prorussischen Politik der Familia der Czartoryski sowie der propreußischen Politik der Potocki. Hierbei spielte sie oft das Zünglein an der Waage im polnischen Sejm.